# ゴリポン君
『ゴリポン君』（ゴリポンくん）は、キド・タモツによる日本の漫画作品。『コロコロコミック』（小学館）にて、1978年1月15日号から1981年9月号に掲載されたギャグ漫画で、本作がキドのデビュー作である。単行本は全3巻。
低年齢層向けのギャグ漫画であるが、下ネタや、当時の時事・CM・芸能ネタなどが豊富にもりこまれている。乱闘の際に「ボカスカパカーン」など、特徴的な擬音が多い。また、驚いた時には目玉が棘のように尖って飛び出す絵柄が特徴。登場人物たちは、ヒロインのスミレちゃんを除き全員が、粗暴なゴリポン君を見下しており、ゴリポン君の立場が弱くなると子分や猫犬の復讐が始まるというのが1つのスタイルであった（その後、ゴリポン君が力を取り戻すと彼らは再度粛正されるのだが）。
しかし主人公らしく活躍し良い結末の話もあり、悪徳芸能プロダクションを壊滅させ不遇のアイドルを救ったり、憧れのスミレちゃんを命がけで救うのに貢献した事もある。

## 登場人物

### 主要キャラクター
本田 ゴリオ（ほんだ ゴリオ）
主人公。通称ゴリポン。北千住中学の番長。八百屋の息子。ケンカは滅法強いが、頭は良くない。ゴリラのような容姿で、いがぐり頭に学生帽を乗せ、学生服と下駄を着用。名前の由来はホンダ・ゴリラから。
田貫（タヌキ）と吉常（キツネ）という子分がいる。北千住に住んでいるという設定だが、大阪弁風の言葉を使う（「あほ、…やんけ！」「…じゃ！」等）。スミレちゃんが大好き。
基本的に乱暴で強欲、自分を美男子と思い込む自惚れ屋で、不快害虫をおやつ代わりに好んで食べるなど悪食、母親には弱い。
猫犬（ねこいぬ）
ゴリポンの家の居候（ペット？）。オス。ゴリポンの母が猫鍋にするべくどこからか入手してきたがゴリポンが「もっと太らしてから食べよう」と提案し、以来ゴリポンの子分的な立場となる。猫と犬のハーフという、名前そのままの外見を持つ動物。人語を解する。ゴリポンに従うフリをしながらも狡猾に立ち回る。「ワンニャン」という本名があるが、たいてい「猫犬」と呼ばれる。
花咲 スミレ（はなさき スミレ）
本作のヒロイン。ゴリポンの憧れの人で、大きなリボンをつけたセーラー服の美少女。好きな男性のタイプはゴリラこと姿雄一。西洋の城そのものの大豪邸に住んでいる。優しい性格をしているが、結構ドライな所もある。
正刈 草雄（まさかり くさお）
ゴリポンのライバル。二枚目で優等生で金持ちの息子。ゴリポンにとっては、スミレちゃんをめぐる恋敵でもある。女学生からの人気は高いが性格は悪い。
大虎（おおとら）
大柄でごつい男。もともとはゴリポンのケンカのライバルだったが、その後レギュラー脇役になり、正刈とともに登場する。

### その他
悪魔
絶対に結ばれぬ運命のスミレちゃんと魂を売ってでも結婚するべく呼び出した悪魔。見た目から小柄で冴えないが、脅しのためにゴリポンを一時的にブタに変えるなど能力は本物。
あらゆる魔法アイテムも駆使するが、ゴリポンのドジもあってスミレちゃんとの結婚には至らず、魂を売る契約を捨てて逃げ出した。
妻と子供がいる。子供も雪から本物なみの戦車を作り出すなどの魔力を持つが、うまく使えず普段は力は封じられている。
ヤーダ
見た目は汚いノラ猫のような仙人、名前や振る舞いから、スター・ウォーズシリーズのヨーダをモデルにしたと思われる。
強敵に打ち勝ちたいゴリポンに修行をさせたり、スミレちゃんを苦しめる病魔を撃退するべく活躍した。
酒ビンを集めて小銭を稼いだり、神様のふりをしてゴリポンから賽銭をかすめ取ろうとするなどセコいところがある。

## 関連作品
刑事ゴリデカ
本作終了後の1982年2月号に特別読み切りで掲載されたスピンオフ作品。ゴリポンそっくり（本名も同じ）の刑事が活躍するギャグ漫画。

## 書誌情報
- キド・タモツ『ゴリポン君』小学館〈てんとう虫コミックス〉、全3巻

1. ISBN：4091403816、978-4091403810
2. ISBN：4091403824、978-4091403827
3. ISBN：4091403832、978-4091403834

- コミックパーク・コロコロコミックアーカイブズにて2009年3月に復刊。

単行本未収録話がいくつか存在する。
- 大虎の初登場エピソード
- ゴリポンがプロレスラーになるエピソード